# 难民营战争
难民营战争是黎巴嫩内战期间第四阶段的一系列大规模冲突，在冲突中由多个巴勒斯坦难民营遭到什叶派组织“阿迈勒运动”围困和攻击。
有些资料显示这场冲突对阵双方是基督教徒和穆斯林。事实上黎巴嫩内战是一场全方位的冲突，而难民营战争的对阵双方的确来自同一宗教信仰的群体。

## 背景
在1948年第一次中东战争中，数以十万计的巴勒斯坦人成为难民流散到黎巴嫩南部。这其中一些由技能和资金的人还能居住在城市中，过着相对体面地生活。但大部分人都是贫困的农民，只能在黎巴嫩社会中充当廉价劳动力，做一些不需要技能的工作。这些人都居住在城市边缘环境恶劣的难民营中。
早在1964年巴解组织正式成立之前，一些流散在黎巴嫩及其他阿拉伯国家的巴勒斯坦知识分子就已经在50年代默契开始组建一些地下的准军事组织，这些组织在今后的岁月中演变成了巴解组织的游击队。在黎巴嫩，这些组织中的一部分派别在后来通过设立路障来向普通民众收取过路费，以此来支持巴勒斯坦的复国事业。这使得巴勒斯坦人与当地民众，尤其是马龙派基督教徒和什叶派穆斯林产生隔阂。到了60年代末，巴勒斯坦人已经逐步将黎巴嫩南部变成了巴勒斯坦人自己的国家，并以黎巴嫩南部为起点向以色列发动游击战。尽管在一段时间黎巴嫩的什叶派穆斯林曾支持巴勒斯坦人对抗以色列，但是巴解组织和更为激进的“拒绝阵线”在黎巴嫩南部的活动使得什叶派开始厌恶巴勒斯坦人的到来。巴勒斯坦人从什叶派地区向以色列发动袭击使得什叶派处于很大的风险之中。1978年，以色列发动“利塔尼”行动，入侵黎巴嫩南部，以报复巴解组织的袭击。
1982年1月以色列第二次入侵黎巴嫩南部，成功迫使数千名巴解组织领导人阿拉法特旗下的巴勒斯坦武装分子撤出黎巴嫩南部以及贝鲁特西部。在国际社会的帮助下，阿拉法特及其巴解组织撤到了黎巴嫩北部并在的黎波里安顿了下来。但是，在此时叙利亚总统哈菲兹·阿萨德希望将阿拉法特及听命与他的一些巴解组织派别赶出黎巴嫩。以色列的第二次入侵严重破坏了黎巴嫩，并对黎巴嫩南部进行了长达20年的占领。数以万计的黎巴嫩平民丧生，而以色列的占领还产生了另一个后果：黎巴嫩真主党的成立
阿萨德总统试图控制巴解组织以及黎巴嫩。他的焦虑来源于担心巴勒斯坦人的好斗将会引起以色列再次入侵黎巴嫩，叙利亚的阿拉维派政权也会受到逊尼派巴勒斯坦人的威胁。在起初，叙利亚支持听命于他们的巴勒斯坦组织来对抗阿拉法特，这促使了“闪电突击队”、解放巴勒斯坦人民阵线总指挥部和阿布·穆萨领导下的“法塔赫起义组织”的出现。但是。这些叙利亚的盟友只能在类似贝卡谷地这样的叙利亚占领区活动。一旦来到了叙利亚控制区以外的地方，那些独立的巴解组织还是拥有很强大的群众支持。
因此，阿萨德总统动用阿布·穆萨来将阿拉法特赶出黎巴嫩。法塔赫成员阿布·穆萨利用阿拉法特意图与以色列展开和谈为借口发动攻势。1983年11月，穆萨旗下的武装派别在的黎波里与阿拉法特旗下的法塔赫进行了长达一个月的激战，直到12月阿拉法特再次出走突尼斯。对阿萨德来说，不幸的是，阿拉法特的法塔赫组织在之后的两年再度重返黎巴嫩。并成功藏身于贝鲁特及黎巴嫩南部的很多巴勒斯坦难民营中。
由于越来越多的巴勒斯坦人在黎巴嫩南部重新被组织起来，阿萨德总统的担心日趋增长，因为他不想给以色列一个再次入侵黎巴嫩的借口。这一次，阿萨德动用更加强大的组织：由纳比·贝里领导下的什叶派民兵组织“阿迈勒运动”来驱逐阿拉法特的追随者。这次联合对阿萨德总统来说是通过当地的盟友，阿萨德能够更完整的控制黎巴嫩，而对于阿迈勒运动来说，他们能够报复数十年来黎巴嫩南部巴勒斯坦人的嚣张气焰，并能进一步控制黎巴嫩的什叶派聚居区。
到了1985年年中，阿迈勒运动在乔福区与瓦利德·琼卜拉特领导下的黎巴嫩社会进步党（PSP）陷入了冲突。阿迈勒运动与PSP的关系严重受损，这使得巴勒斯坦人能够重建与德鲁兹派的关系。与其他黎巴嫩左翼民兵组织不同，穆辛·伊布拉希姆领导下的黎巴嫩共产主义行动组织（OCA）拒绝与叙利亚合作对抗阿拉法特。这一举动使得OCA遭致叙利亚强烈对抗，迫使该组织自1987年开始只能秘密活动。

## 冲突经过

### 1985年4月
在驻黎巴嫩多国部队与1984年2月撤离贝鲁特之后，阿迈勒运动控制了贝鲁特西部，在贝鲁特以及黎巴嫩南部多做巴勒斯坦人难民营周边建立了哨所和检查站。1985年4月15日，一支联合了阿迈勒运动、黎巴嫩社会进步党（PSP）和黎巴嫩共产党（LCP）的联军袭击了“独立纳赛尔主义运动”。该组织是黎巴嫩逊尼派的主要民兵组织，与巴解组织关系密切。在持续一周的巷战之后，独立纳赛尔主义运动被击败，其领导人Ibrahim Kulaylat流亡国外。

### 1985年5月
1985年5月19日，阿迈勒运动和巴勒斯坦民兵组织为争夺贝鲁特市内的萨布拉和夏蒂拉难民营以及布尔吉·巴拉吉奈难民营发生激烈交战。阿迈勒运动得到了Abd al-Halim Kanj将军指挥下的、成员以什叶派为主的黎巴嫩陆军第六步兵旅以及驻扎在贝鲁特东部、以基督教为主的第87步兵团的支援。难民营内的建筑都已是一片废墟。
如果光比较参战人员数量，什叶派武装分子与巴勒斯坦人相比占有5:1的优势。阿迈勒运动还有叙利亚的大力援助以及以色列的间接援助，而巴勒斯坦人没有那么多的外援。比起巴勒斯坦人，阿迈勒运动在装备上也占据优势，尤其是装甲车。
尽管PSP和LCP参与了击败独立纳赛尔主义运动，但是在针对巴解组织的战斗中他们还是保持了政治中立性。尽管叙利亚方面一再督促，但这两个民兵组织仅仅在口头上支持阿迈勒运动，并要求阿拉法特辞去巴解组织领导人职务。PSP甚至允许巴解组织在德鲁兹派的地盘上架设火炮。这使得阿迈勒运动只能在一些例如“闪电突击队”、解放巴勒斯坦人民阵线总指挥部和“法塔赫起义组织”的帮助下对抗阿拉法特的追随者。但阿迈勒运动和亲叙利亚的巴勒斯坦组织形成的联盟关系最终还是恶化，并且相互之间还发生了冲突。尽管还有一小部分巴勒斯坦武装派别支持阿迈勒运动，但是很多不支持阿拉法特的巴勒斯坦武装分子最终为了保卫巴勒斯坦难民营而与阿迈勒运动交战。
1985年5月30日，萨布拉难民营的大部分落入阿迈勒运动手中。由于叙利亚受到阿拉伯国家和苏联的政治施压，并且在6月8日阿盟外长举行的紧急会议将准备讨论此事，阿迈勒运动在5月31日宣布进行单方面停火。尽管如此，在萨布拉难民营小规模的冲突仍在持续。在夏蒂拉难民营，巴勒斯坦人仅仅控制着营区中心清真寺附近的地盘。而在布尔吉·巴拉吉奈难民营，阿迈勒运动包围了难民营，阻止食品进入以及人员离开难民营。冲突导致的死亡人数无法确定，但估计非常高。国际社会的压力使得冲突双方6月17日在大马士革签订停火协议。在1985年9月难民营内再次爆发零星冲突，而在1986年3月29日开始又爆发了为期一周的冲突。在赛达市，阿迈勒运动发布了一份措辞强硬的声明，警告那些试图在黎巴嫩南部重新组建的巴勒斯坦武装派别不要轻举妄动。

### 1986年5月
当地局势依旧紧张，在1986年3月再次爆发冲突，而在5月19日，双发再次发生激战。在新获得的重武器（其中包括苏制火炮 和租借自叙利亚的坦克）支援下，阿迈勒运动加强了对难民营的包围。在冲突期间有多份停火声明被宣布，但大部分在持续数天后就失效了。

### 1986年1月
在贝鲁特西部多个地区，阿迈勒运动持续打压那些逊尼派亲巴勒斯坦的民兵组织例如“2月16日运动”。巴解组织得到了那些在难民营中与巴勒斯坦人一同居住的库尔德人的帮助。在黎巴嫩内战期间，许多左翼的库尔德人加入到了巴勒斯坦抵抗运动。这些民兵如今为包围自己的家园而与阿迈勒运动交战，同时也支持了他们的巴勒斯坦同志。在1986年6月24日局势趋于缓和，但是叙利亚在800名黎巴嫩特种部队和内卫部队的帮助下在当地部署了一些军队。

### 1986年9月
由于贝鲁特的冲突，在黎巴嫩南部局势也变得紧张起来，在当地由于巴勒斯坦人在什叶派占多数的地区进行活动导致双方频繁爆发冲突。在1986年9月29日，阿迈勒运动和当地的巴解组织在提尔市的拉希迪耶难民营爆发冲突。这场冲突很快蔓延至赛达和贝鲁特。赛达市的巴勒斯坦武装成功占领了赛达市东部山区内的一座基督教徒城镇Maghdouché并打开了通往拉希迪耶的道路。在赛达市，以色列空军针对城市周边的巴勒斯坦武装分子阵地发动多次空袭，阿盟像之前那样对冲突双发施压，要求停止战斗。在12月15日，阿迈勒运动和亲叙利亚的巴勒斯坦武装组织达成停火协议，但协议遭到阿拉法特的法塔赫组织拒绝。法塔赫试图通过向独立纳赛尔主义运动移交一些阵地以换取运往难民营的补给来缓和局势。

### 1987年2月至4月
尽管有停火协议，但对难民营的炮击仍在继续。在贝鲁特，对难民营的封锁导致营内严重的食品和药品的短缺，使得居民生活环境极为严酷。在1987年2月，战斗蔓延至贝鲁特西部各地，而此时黎巴嫩真主党和PSP开始支持巴勒斯坦人。LCP和SSNP与PSP联合对抗阿迈勒运动。PSP很快攻占了贝鲁特西部很多地区，使得阿迈勒运动面临被击败的危险。大马士革方面再也无法容忍这一局势。在叙利亚军事情报机构指挥官Ghazi Kenaan的领导下，在2月21日，叙利亚陆军开进贝鲁特西部并攻击黎巴嫩真主党指挥部，导致叙利亚军队与真主党发生短暂冲突。4月7日，阿迈勒运动最终撤走了对难民营的包围并将难民营周边阵地移交给叙利亚军队。之后，在1988年夏季，阿布·穆萨回到了难民营。在冲突中有127人丧生。在这一阶段冲突之后，难民营战争在1988年7月终于结束。

### 冲突结果
在难民营战争之前，穆斯林和左派阵营间的内部冲突也有过发生，但从未有过如此大范围的充裕。这场冲突损害了人们对许多穆斯林民兵组织的印象并损害了联盟内的团结。黎巴嫩主要的逊尼派民兵组织“独立纳赛尔运动”遭到重创，而其领导人被迫流亡。巴解组织在冲突过后重新控制了部分巴勒斯坦难民营，这使得穆斯林阵营内部的损失得到减轻。
在内战结束后，一份黎巴嫩官方的报道显示，这一系列阿迈勒运动与巴勒斯坦人的冲突总共导致3781人丧生，6787人受伤。此外，巴勒斯坦武装组织中亲叙利亚的派别与独立派别的冲突导致大约2000人丧生。真实的死亡人数可能会更多，因为数以千计的巴勒斯坦人并没有在黎巴嫩注册备案过，并且对难民营的封锁导致黎巴嫩官员无法进入难民营中进行调查，所以许多伤亡数字无法被统计。